# アヴィタル・セリンジャー
アヴィタル・セリンジャー（Avital Haim Selinger、1959年3月10日 - ）は、オランダの元バレーボール選手、指導者。

## 来歴
イスラエル・ハイファ出身。父親はアリー・セリンジャー。現役時代はオランダ代表としてオリンピックに2回出場。バルセロナオリンピックでは、準々決勝で負傷したペーター・ブランジェに代わって出場し銀メダルに貢献した。
現役引退後は父と同じく指導者の道へ。ダイエー・オレンジアタッカーズで父アリーのもとコーチとして活動し、リーグ優勝3回。
1999年に監督に就任。2000年にチームが久光製薬スプリングアタッカーズとなったが引き続き在籍し、2001年シーズンの優勝に導いた。
2004年にオランダ女子代表監督に就任。2011年、欧州選手権で不本意な成績を収めたため解任された。
2015年にヴォレロ・チューリッヒの監督に就任すると、世界クラブ選手権銅メダルに導いた。
2020年にオランダ女子代表監督に復帰し、2022年まで務めた。
2023年、ヴィクトリーナ姫路監督に就任した。

## 球歴
- オランダ男子代表
  - オリンピック - 1988年、1992年（銀メダル）
  - ワールドリーグ - 1990年（銀メダル）
  - 欧州選手権 - 1989年（銅メダル）、1991年（銅メダル）

## 所属チーム
- Martinus Amstelveen（1982-1987年）
- Lycurgus（1990-1993年）
- ComputerPlan VCN（1994-1995年）

## 指導歴
特記なき場合は監督（ヘッドコーチ）。

### クラブチーム
- オランダ女子ビーチバレーボールチーム（1995-1996年）
- ダイエーオレンジアタッカーズ/オレンジアタッカーズ コーチ（1996-1999年）
- オレンジアタッカーズ（1999-2000年）
- 久光製薬スプリングアタッカーズ/久光製薬スプリングス（2000-2003年）
- CVテネリフェ（2003-2004年）
- マルティヌス（2005-2009年）
- ディナモ・クラスノダール（2012-2014年）
- ヴォレロ・チューリッヒ（2015-2016年、2017-2018年）
- ヴォレロ・ル・カネ（2018-2019年）
- タレントチーム・パペンダル（2019-2020年）
- ヴィクトリーナ姫路（2023年-）

### 代表チーム
- オランダ女子代表（2004-2011年）
- イスラエル男子代表（2014-2016年）
- オランダジュニア代表（2019-2020年）
- オランダ女子代表（2020-2022年）